# Joe Warren
Joe Warren (Grand Rapids, 31 ottobre 1976) è un lottatore di arti marziali miste e di lotta greco-romana statunitense.
Combatte nella divisione dei pesi gallo per l'organizzazione Bellator, nella quale è stato campione di categoria tra il 2014 ed il 2015 e campione dei pesi piuma tra il 2010 ed il 2012: è il primo atleta della promozione ad aver vinto titoli in almeno due differenti categorie di peso; ha vinto anche il torneo Bellator dei pesi piuma della seconda stagione ed il torneo dei pesi gallo della nona stagione.
Vanta una grande carriera nella lotta greco-romana, essendo stato campione del mondo e panamericano nel 2006, nonché vincitore della coppa del mondo nel 2007; avrebbe dovuto prendere parte ai campionati olimpici di Pechino 2008 come uno dei favoriti nella sua disciplina e categoria di peso, ma venne sospeso perché positivo al THC.

## Carriera nella lotta greco-romana
Warren iniziò la sua carriera di lottatore con i campionati scolastici, dove si fece valere nella lotta libera, per poi passare alla greco-romana.
Nella Michigan High School vinse un campionato nel 1995, e una volta passato all'Università del Michigan arrivò secondo nei campionati Big Ten Conference del 1998 e 1999, terzo al campionato NCAA del 2000 e in quell'anno fu premiato all-american.
Dopo aver vinto diversi tornei nazionali ed internazionali nel 2006 si impone sia ai giochi panamericani di Rio de Janeiro, sia ai campionati mondiali di Canton.
Nel 2007 vince anche la coppa del mondo nella categoria 60 kg ad Adalia, in Turchia.
Guadagnatosi la fama come uno dei possibili favoriti nei 60 kg alle olimpiadi di Pechino 2008, Warren non vi prese parte in quanto venne squalificato per due anni perché trovato positivo al THC.
Nonostante ciò e l'avvio della carriera nelle arti marziali miste, nel 2010 Warren dichiarò di voler tentare di qualificarsi alle olimpiadi di Londra 2012.

## Carriera nelle arti marziali miste

### Dream
Grazie al suo curriculum di grande lottatore Warren riesce subito a firmare un contratto con un'importante promozione quale è la giapponese Dream.
Nel frattempo entra nel Team Quest, nel quale può allenarsi con campioni del calibro di Dan Henderson.
L'esordio avviene l'8 marzo 2008 direttamente nel torneo ad eliminazione diretta Dream 2009 Featherweight Grand Prix, che avrebbe decretato il nuovo campione dei pesi piuma Dream: al primo turno riesce a superare Chase Beebe, ex campione WEC.
Nei quarti di finale si trova opposto all'abile Norifumi Yamamoto: Warren fatica non poco e riesce a strappare una vittoria ai punti e in modo non unanime.
Warren crolla in semifinale, sottomesso con un armbar in soli 42 secondi da Bibiano Fernandes, forte esperto di jiu jitsu brasiliano che vincerà il torneo e due anni dopo diverrà anche campione dei pesi gallo Dream.

### Bellator Fighting Championships
Uscito sconfitto da un torneo ad eliminazione diretta, Warren nel 2010 passa ad un altro torneo, ovvero quello organizzato dalla connazionale Bellator nella sua seconda stagione per decretare lo sfidante al campione dei pesi piuma in carica Joe Soto.
Nei quarti di finale ha la meglio ai punti su Eric Marriott, così come in semifinale contro l'armeno Georgi Karakhanyan.
In finale se la gioca con il brasiliano Patricio Freire, che lo fa soffrire per tutti e tre i round; ciò nonostante Warren viene discutibilmente premiato dai giudici, vincendo così il suo primo torneo.
L'attesa sfida per il titolo dei pesi piuma contro il campione Joe Soto avviene il 2 settembre 2010, e qui Warren si riscatta da eventuali dubbie vittorie nel torneo stendendo Soto nel secondo round e divenendo campione di categoria Bellator.
Nel 2011 decide di tentare l'assalto anche al titolo dei pesi gallo prendendo parte al torneo della quinta stagione, ma già ai quarti di finale il cubano Alexis Vila lo mette KO in poco più di un minuto.
Nel 2012 perde il titolo dei pesi piuma contro il favorito sfidante Pat Curran, uno striker con un allungo di molto superiore a quello di Warren: ciò nonostante Warren riesce a far valere la sua ottima lotta libera nei primi due round con parecchi takedown portati a termine, ma nel terzo round una ginocchiata di Curran seguita da una serie di pugni lo stendono e deve quindi consegnare la cintura nelle mani del rivale.
Nel 2013 prese il ruolo di allenatore nel reality show Fight Master: Bellator MMA promosso proprio dalla Bellator.
In settembre prese parte al torneo dei pesi gallo della nona stagione: in semifinale ottenne la sua prima vittoria in carriera per sottomissione contro Nick Kirk, e in finale sconfisse Travis Marx con uno spettacolare KO divenendo campione del torneo.
Grazie alla vittoria nel torneo Warren ottenne il diritto di sfidare nel maggio 2014 il vincente dell'incontro per il titolo di categoria tra il campione Eduardo Dantas e Rafael Silva; in febbraio quest'ultimo s'infortunò e venne proposto a Warren di sostituirlo, ma Warren stesso si rifiutò in quanto non si era ancora ripreso completamente da un acciacco.
Dantas difese con successo il proprio titolo ma successivamente s'infortunò e così per l'evento Bellator CXVIII Warren affrontò l'altro contendente Rafael Silva in un match valido per la cintura di campione ad interim: Silva non riuscì a rientrare nei limiti di peso per la gara e così gli venne negata la possibilità di diventare campione anche in caso di vittoria, e Warren riuscì comunque a spuntarla con qualche difficoltà, sconfiggendo Silva in tre round su cinque e divenendo il campione ad interim.
In ottobre affronta il campione in carica Eduardo Dantas, al quale riesce a strappare una vittoria con il punteggio di 48-47 che consente a Warren di diventare il nuovo campione dei pesi gallo Bellator, il primo nella storia della promozione ad aver vinto titoli in almeno due differenti categorie di peso.
In dicembre prese parte all'evento di lotta libera Grapple at the Garden tenutosi presso il Madison Square Garden di New York dove affrontò l'atleta dell'UFC Scott Jorgensen, vincendo con il punteggio di 12-0.
Nel marzo 2015 viene chiamato a difendere il titolo nel rematch contro l'esperto di BJJ Marcos Galvão, venendo sconfitto per sottomissione durante la seconda ripresa.
A settembre affrontò il veterano WEC e Bellator L.C. Davis nel main event dell'evento Bellator 143. Warren vinse l'incontro per decisione unanime.

### Risultati nelle arti marziali miste
| Risultato | Record | Avversario         | Metodo                           | Evento                                               | Data              | Round | Tempo | Città                      | Note                                                         |
| --------- | ------ | ------------------ | -------------------------------- | ---------------------------------------------------- | ----------------- | ----- | ----- | -------------------------- | ------------------------------------------------------------ |
| Vittoria  | 13-4   | LC Davis           | Decisione (unanime)              | Bellator 143                                         | 19 settembre 2015 | 3     | 5:00  | Hidalgo, Stati Uniti       |                                                              |
| Sconfitta | 12-4   | Marcos Galvão      | Sottomissione (kneebar)          | Bellator CXXXIV                                      | 27 marzo 2015     | 2     | 0:45  | Thackerville, Stati Uniti  | Perde il titolo dei Pesi Gallo Bellator                      |
| Vittoria  | 12-3   | Eduardo Dantas     | Decisione (unanime)              | Bellator CXXVIII                                     | 10 ottobre 2014   | 5     | 5:00  | Thackerville, Stati Uniti  | Vince il titolo dei Pesi Gallo Bellator                      |
| Vittoria  | 11-3   | Rafael Silva       | Decisione (unanime)              | Bellator CXVIII                                      | 2 maggio 2014     | 5     | 5:00  | Atlantic City, Stati Uniti | Vince il titolo dei Pesi Gallo Bellator ad Interim           |
| Vittoria  | 10-3   | Travis Marx        | KO Tecnico (ginocchiata e pugni) | Bellator CVII                                        | 8 novembre 2013   | 2     | 1:56  | Thackerville, Stati Uniti  | Vince il torneo dei Pesi Gallo Bellator IX                   |
| Vittoria  | 9-3    | Nick Kirk          | Sottomissione (armbar)           | Bellator CI                                          | 27 settembre 2013 | 2     | 3:03  | Portland, Stati Uniti      | Torneo dei Pesi Gallo Bellator IX, Semifinale                |
| Vittoria  | 8-3    | Owen Evinger       | Decisione (unanime)              | Bellator LXXX                                        | 9 novembre 2012   | 3     | 5:00  | Hollywood, Stati Uniti     | Passa ai Pesi Gallo                                          |
| Sconfitta | 7-3    | Pat Curran         | KO (pugni)                       | Bellator LX                                          | 9 marzo 2012      | 3     | 1:25  | Hammond, Stati Uniti       | Perde il titolo dei Pesi Piuma Bellator                      |
| Sconfitta | 7–2    | Alexis Vila        | KO (pugno)                       | Bellator LI                                          | 24 settembre 2011 | 1     | 1:04  | Canton, Stati Uniti        | Torneo dei Pesi Gallo Bellator V, Quarti di finale           |
| Vittoria  | 7–1    | Marcos Galvão      | Decisione (unanime)              | Bellator XLI                                         | 16 aprile 2011    | 3     | 5:00  | Yuma, Stati Uniti          |                                                              |
| Vittoria  | 6–1    | Joe Soto           | KO (ginocchiata e pugni)         | Bellator XXVII                                       | 2 settembre 2010  | 2     | 0:33  | San Antonio, Stati Uniti   | Vince il titolo dei Pesi Piuma Bellator                      |
| Vittoria  | 5–1    | Patricio Freire    | Decisione (non unanime)          | Bellator XXIII                                       | 24 giugno 2010    | 3     | 5:00  | Louisville, Stati Uniti    | Vince il torneo dei Pesi Piuma Bellator II                   |
| Vittoria  | 4–1    | Georgi Karakhanyan | Decisione (unanime)              | Bellator XVIII                                       | 13 maggio 2010    | 3     | 5:00  | Monroe, Stati Uniti        | Torneo dei Pesi Piuma Bellator II, Semifinale                |
| Vittoria  | 3–1    | Eric Marriott      | Decisione (unanime)              | Bellator XIII                                        | 8 aprile 2010     | 3     | 5:00  | Hollywood, Stati Uniti     | Torneo dei Pesi Piuma Bellator II, Quarti di finale          |
| Sconfitta | 2–1    | Bibiano Fernandes  | Sottomissione (armbar)           | Dream 11: Feather Weight Grand Prix 2009 Final Round | 6 ottobre 2009    | 1     | 0:42  | Yokohama, Giappone         | Torneo Dream 2009 Featherweight Grand Prix, Semifinale       |
| Vittoria  | 2–0    | Norifumi Yamamoto  | Decisione (non unanime)          | Dream.9: Feather Weight Grand Prix 2009 Second Round | 26 maggio 2009    | 2     | 5:00  | Yokohama, Giappone         | Torneo Dream 2009 Featherweight Grand Prix, Quarti di finale |
| Vittoria  | 1–0    | Chase Beebe        | KO Tecnico (stop medico)         | Dream.7: Feather Weight Grandprix 2009 1st Round     | 8 marzo 2009      | 1     | 10:00 | Saitama, Giappone          | Torneo Dream 2009 Featherweight Grand Prix, Primo turno      |